# Domme
Domme (occitanska: Doma) är en kommun i departementet Dordogne i regionen Nouvelle-Aquitaine i sydvästra Frankrike. Kommunen ligger i kantonen Domme som tillhör arrondissementet Sarlat-la-Canéda. År 2022 hade Domme 901 invånare.

## Befolkningsutveckling
Antalet invånare i kommunen Domme
Referens:INSEE

## Galleri

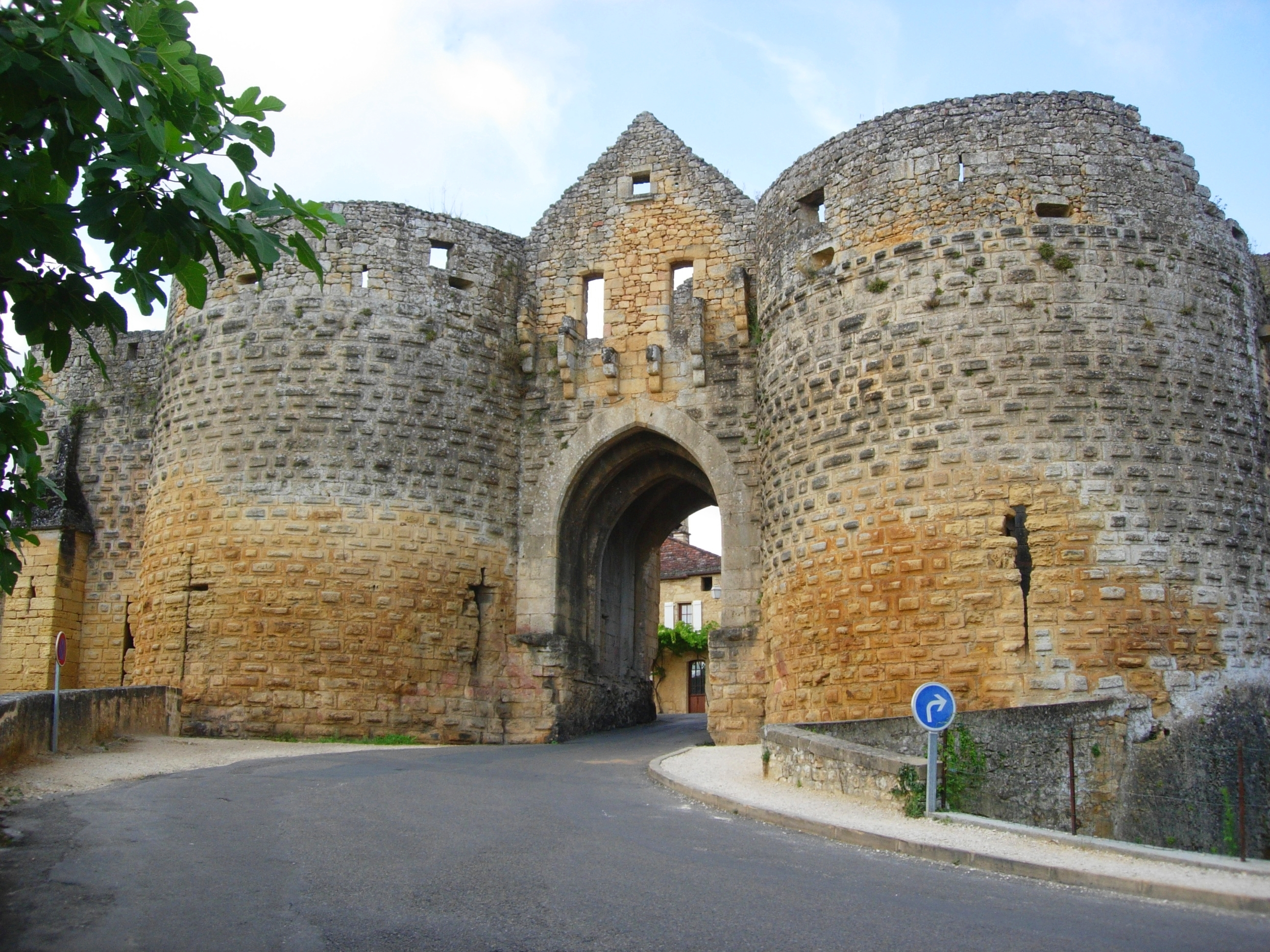
Port i ringmuren
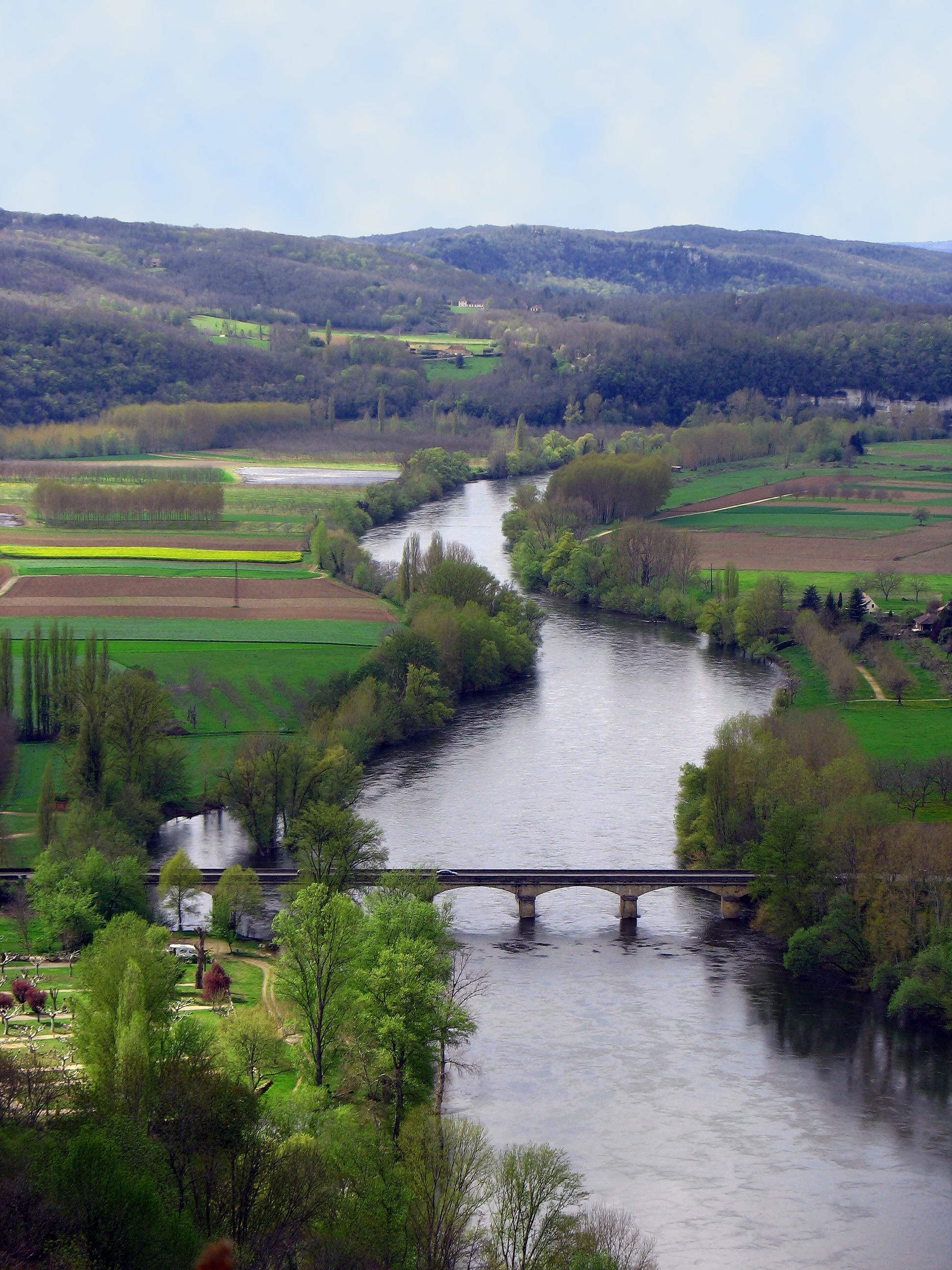
Floden Dordogne
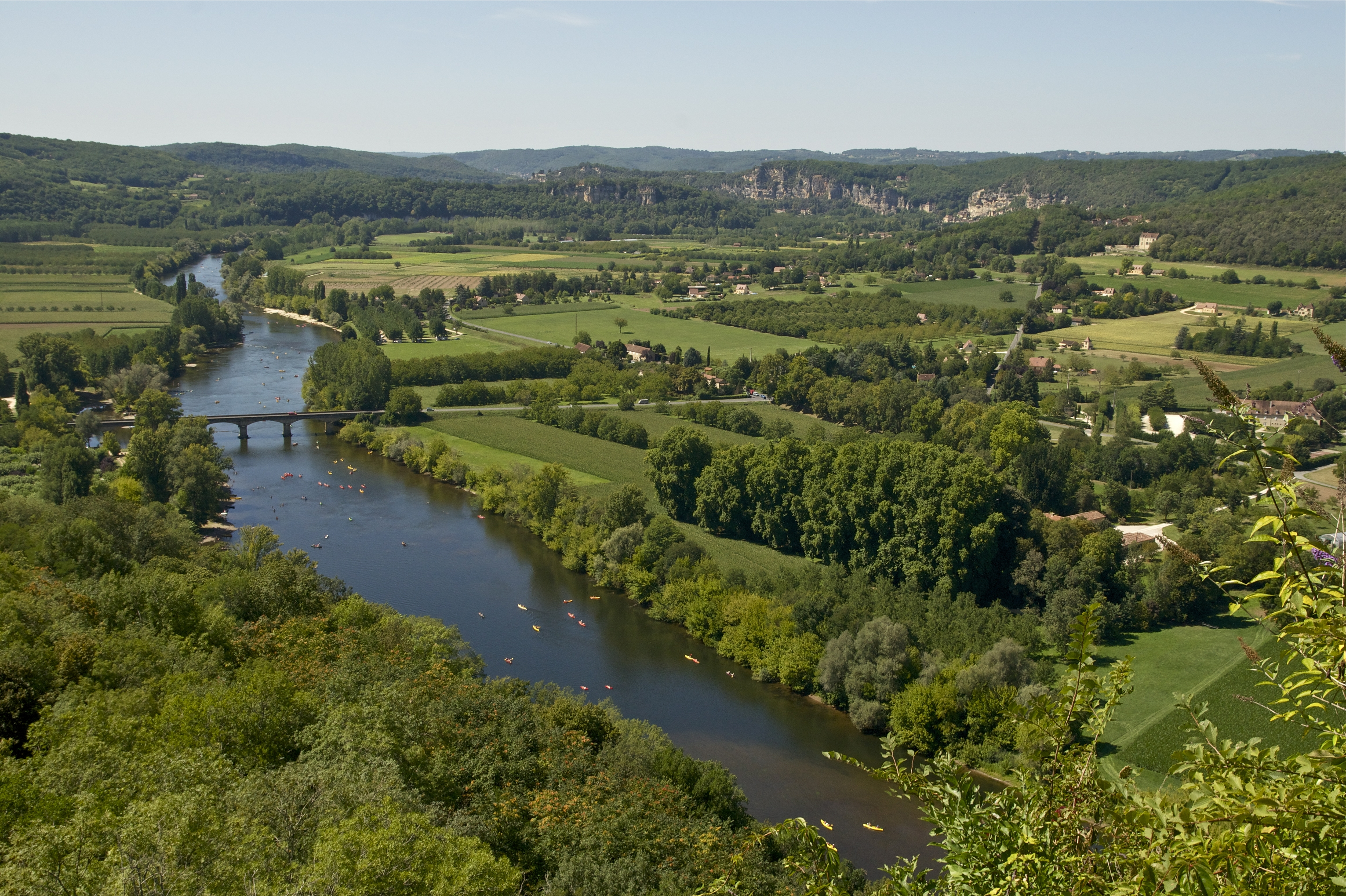
Dordogne
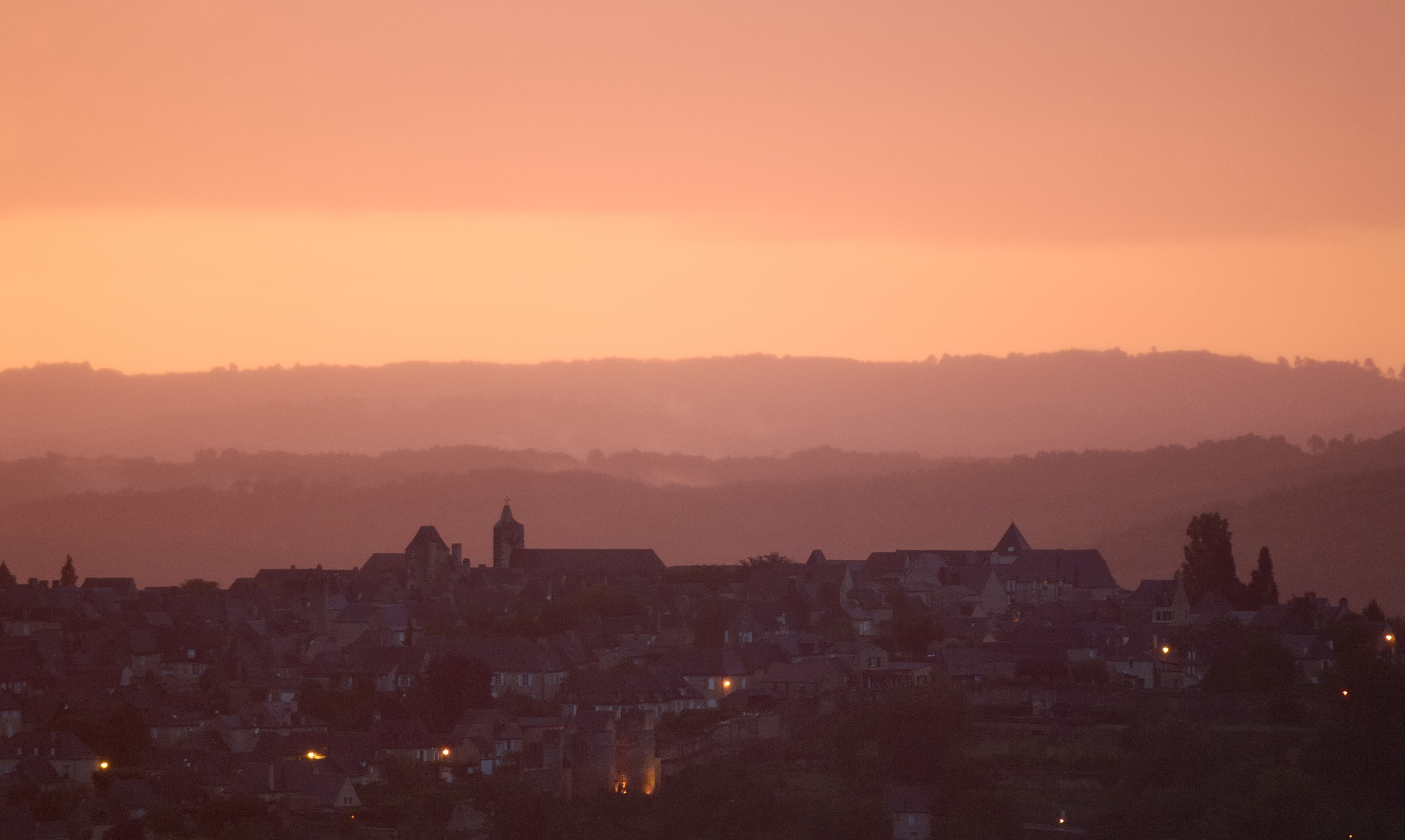
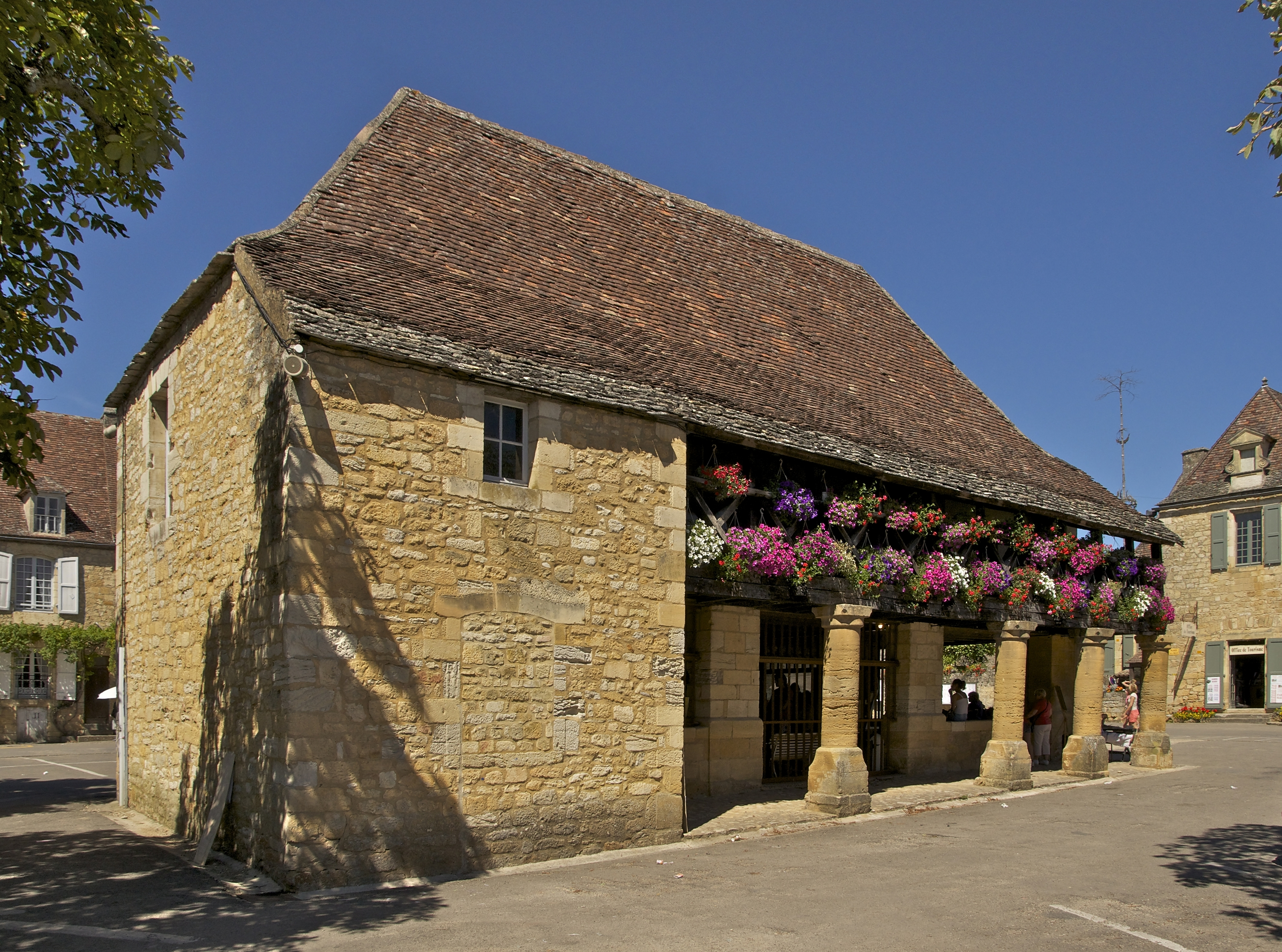